# 화학적 순도
화학에서 화학적 순도(chemical purity)는 샘플에서 발견되는 불순물의 양을 측정한 것이다. 과학, 제약 및 산업계에서는 여러 등급의 순도가 사용된다. 일반적으로 사용되는 순도 등급은 다음과 같다.
- ACS 등급은 최고 수준의 순도이며, 미국화학회 (ACS)에서 정한 기준을 충족한다. ACS 순도 수준에 대한 공식 설명은 ACS에서 발행하는 시약 간행물에 문서화되어 있다.[3][4] 식품 및 실험실 용도에 적합하다.

- 시약 등급은 ACS 등급만큼 엄격하다.
- USP 등급은 미국 약전 (USP)에서 정한 순도 수준을 충족한다. USP 등급은 많은 약물에서 ACS 등급과 동등하다.
- NF 등급은 국가 처방집 (NF)에서 정한 순도 등급이다. NF 등급은 많은 약물에서 ACS 등급과 동등하다.
- 영국 약전: 영국 약전 (BP)에서 정한 요구 사항을 충족하거나 초과한다. 식품, 약물 및 의료 용도로 사용할 수 있으며, 대부분의 실험실 용도로도 사용할 수 있다.[5]
- 일본 약전: 일본 약전 (JP)에서 정한 요구 사항을 충족하거나 초과한다. 식품, 약물 및 의료 용도로 사용할 수 있으며, 대부분의 실험실 용도로도 사용할 수 있다.[6][7]
- 실험실 등급은 교육 환경에서 사용하기에 적합하지만, 식품이나 약물 용도로는 허용되지 않는다.
- 정제 등급은 정확하게 정의되어 있지 않으며, 약물이나 식품 용도로는 적합하지 않다.
- 기술 등급은 산업 응용 분야에 적합하지만, 식품이나 약물 용도로는 허용되지 않는다.